# Skogsslocke
Skogsslocke (Oligolophus tridens) är en spindeldjursart. Skogsslocke ingår i släktet Oligolophus, och familjen långbenslockar. Arten är reproducerande i Sverige.